# Ябланіца (Мехедінць)
Ябланіца (рум. Iablanița) — село у повіті Мехедінць в Румунії. Входить до складу комуни Педіна-Маре.
Село розташоване на відстані 246 км на захід від Бухареста, 32 км на південний схід від Дробета-Турну-Северина, 67 км на захід від Крайови.

## Населення
За даними перепису населення 2002 року у селі проживали 428 осіб, з них 427 осіб (99,8%) румунів. Усі жителі села рідною мовою назвали румунську.